# Thermobia aegyptiaca
Thermobia aegyptiaca är en insektsart som först beskrevs av Lucas 1840.  Thermobia aegyptiaca ingår i släktet Thermobia och familjen silverborstsvansar. Inga underarter finns listade i Catalogue of Life.